# Јанош Туз
Јанош Туз (?-1469) хрватско-далматинско-славонско-јајачки бан (1466—1469).

## Долазак на власт
У младости је био је био миљеник угарског краља Матије Корвина и магистар краљевих вратара. После смрти Имреа Запоље Матија је у августу 1466. године дошао у Хрватску и 8.августа сазвао Крижевачки сабор на чијем су завршетку 23.августа хрватски великаши и племићи изабрали за бана Јаноша.

## Поход наКлиси на Босну
Пошто је средио прилике у Далмацији Јанош је опсео Клис који је држала баница Маргарита Сперанчић. За град су се отимали и Млечани и Турци. 25. септембра Јанош је обећао Млечанима да неће нападати ни Трогир ни Сплит, па му они нису сметали и град је пао. Јанош је потом избио на Неретву и по Корвиновој наредби освојио Почитељ.

## Турске пљачке и смрт
Турци су 1468. године упали у Хрватску жељни освајања, али Јанош их је успешно поразио. Крајем фебруара 1469. године Турци поново су навалили у Хрватску. Преко Лике и Крбаве упали су до Сења и Модруше. Босански санџак Иса-бег Исаковић почетком јуна са 20.000 Турака продро је до Крањске. Где су пљачкавши многе цркве и паливши многа села заробили 60.000 људи које су одвеле у Босну. Због тога је Јанош основао Сењску Капетанију. Усред Турских упада умро је 1469. године